# كأس الكؤوس الإفريقية 1994
كأس الكؤوس الأفريقية 1994 هو الموسم 20 من كأس الكؤوس الأفريقية. أشرف على تنظيمه الاتحاد الأفريقي لكرة القدم، وكان عدد الأندية المشاركة فيه 35، وفاز فيه موتيما بيمبي.